# Cherré, Sarthe

Cherré este o comună în departamentul Sarthe, Franța. În 2009 avea o populație de 1,701 de locuitori.